# 견섬유의 역사

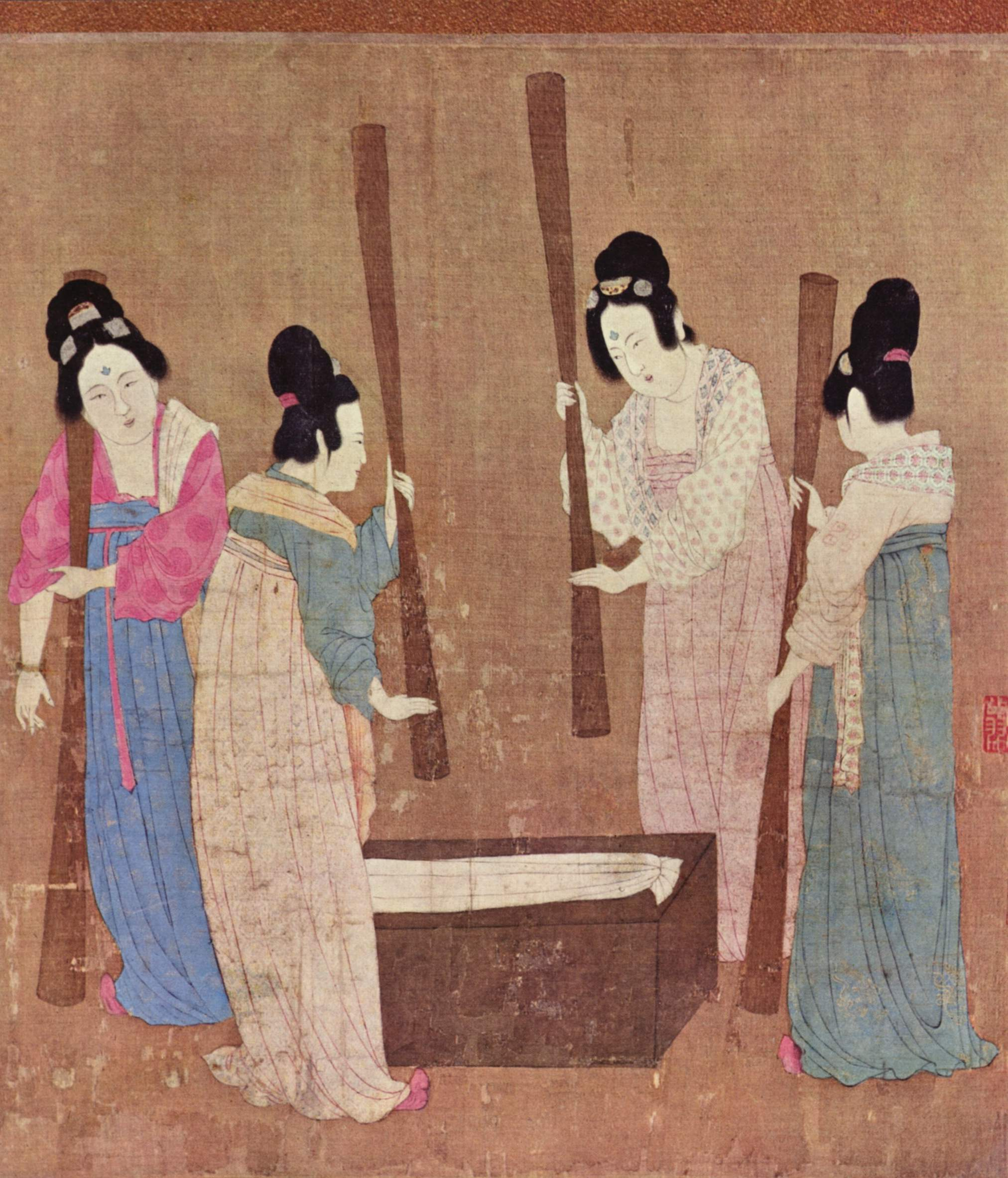
12세기 초 북송 휘종이 그린 백화인 '도련도권'.

견직물 생산은 신석기 시대 중국의 양사오 문화 (기원전 4천년대)에서 기원한 것으로 추정한다. 중국은 사실상의 수천 년간 견직물 생산을 독점하였다가 기원전 114년에 비단길이 열리면서 중국산 견이 서방으로 전파된 것으로 본다. 중국 내 견직물 사용은 의류에만 한정되지 않았으며, 견직물은 집필 활동을 포함한 다양한 부문에 적용되어 사용되었다. 견포의 색상은 사회적 중요성을 띠기도 했으며, 당나라 시대 동안에는 사회 계급에 대한 중요한 안내 역할을 하였다.
견직물을 생산하는 양잠 기술은 중국과 인접한 인도, 한국에 가장 먼저 전파되었고, 일본에 전파된 것은 서기 300년경이다. 서기 552년경, 비잔티움 제국은 가까스로 누에나방의 알을 구하여 양잠업을 시작할 수 있었으며, 아랍에서도 마찬가지로 동일한 시기에 견직물 생산을 할 수가 있었다. 양잠업의 전파 결과로, 중국의 견직물 수출은 중요도가 덜해졌으나, 여전히 고급 견직물 시장에 대한 독점은 유지하였다. 십자군은 서유럽으로 견직물 생산 기술을 들여왔고, 그 중에서도 여러 이탈리아 국가들은 유럽의 나머지 지역으로 견직물을 수출하며 경제 번영을 이뤘다. 견직물 제조 기술의 발전 역시도 중세 유럽(5세기에서 15세기 사이)에서 이뤄졌으며, 물레 같은 장치도 이 시기에 처음 모습을 선보였다. 자체적인 견직물 생산을 이뤄내려던 다른 유럽 국가들의 대부분 시도는 실패로 끝났음에도, 16세기 기간, 프랑스는 이탈리아와 함께 성공적인 견직물 산업을 구축해냈다.
산업 혁명은 유럽의 견직물 산업 대부분을 바꿔 놓았다. 면화 방적기이라는 혁신 때문에, 면화는 제조 비용이 저렴해졌고, 면화 생산이 제조업자들의 주요 관심이으로 이어지며, 비용이 많이 들던 견직물 생산을 꺼려하게 만들었다. 하지만 새로운 직조 기술은 견직물 옷감 생산의 효율성을 높였는데 그 중 하나가 자수 도안이 있는 극도로 세밀한 견직물 생산을 위해 고안된 자카드 문직기였다. 이 시기의 일부 누에병은 비단 생산이 쇠퇴하도록 하였는데, 특히 프랑스가 그랬으며 프랑스는 이때의 피해로 산업이 다시는 완전히 회복을 이뤄내지 못했다.
유럽의 양잠이 페브린병으로 쇠퇴하면서, 19세기 후반의 생사 공급은 다시 한번 동아시아에 의존하게 된다. 그러나 대내외적 갈등으로 인해 산업화에 뒤쳐졌던 중국에 비해, 자연 과학에 기반한 서양의 선진 기술을 도입한 일본은 월등한 생산력과 품질로 생사 시장을 점유한다. 20세기가 되면서 견을 모방하여 만들어진 레이온(인견),나일론, 폴리에스테르 등 인조섬유의 등장은 견직물 생산을 감소시켰다. 물론 역사적 전성기와 비교하여 그 가치는 크게 떨어졌지만, 아직도 가장 고급 직물의 하나이며 사치품이라는 이미지가 남아있다.

## 초기 역사

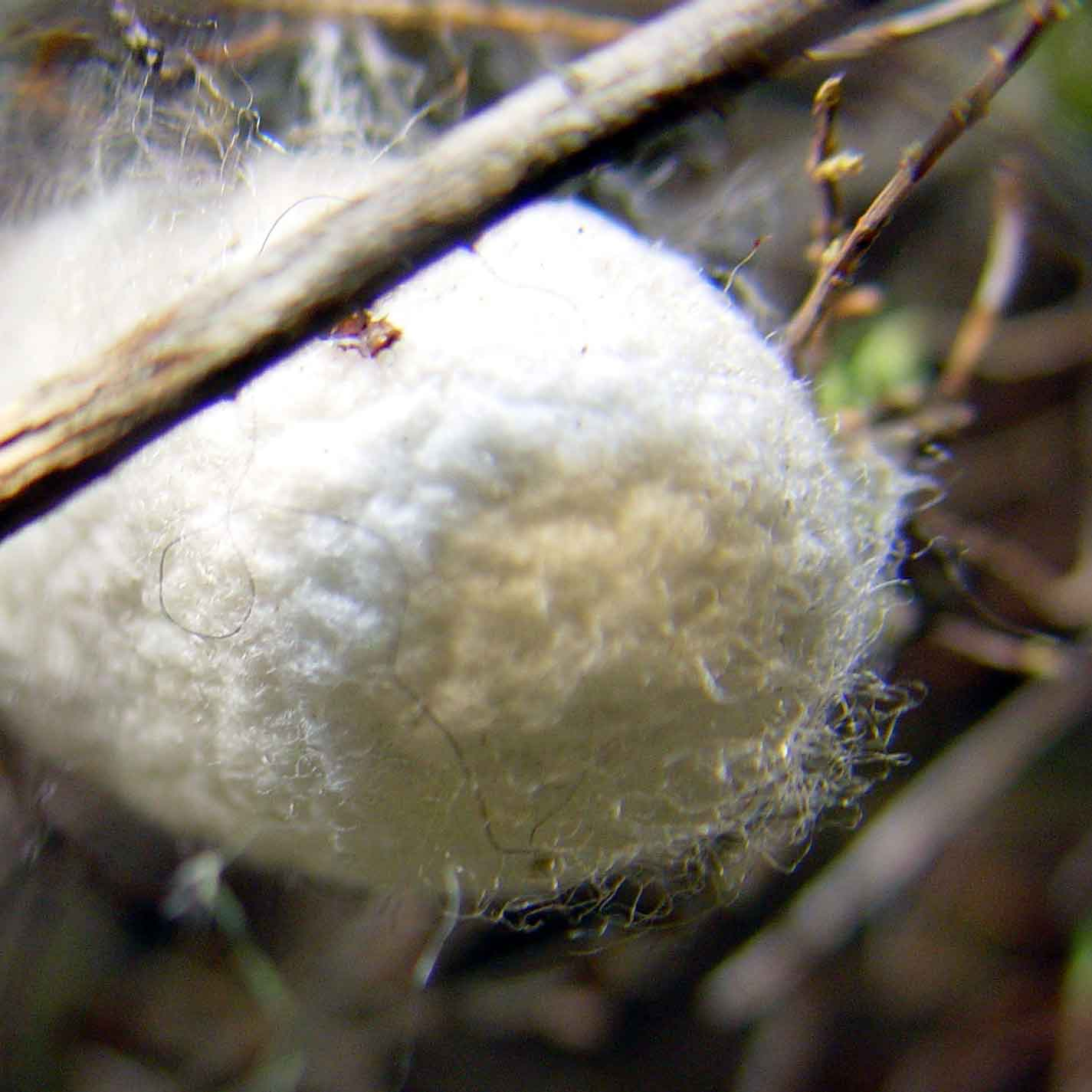
사육된 누에나방의 고치. 야생 누에나방과 달리, 고치가 전체적으로 하얀색을 띤다

### 최초의 견의 출현
견직물의 가장 초기 증거물은 8,500년 전으로 거슬러 올라가며 중국의 초기 신석기 시대 무덤인 지아후(賈湖)에서 발견되었다. 단백질 분석 결과에 따르면 부장자의 사타구니 위치에서 채취한 흙에서  견단백질인 피브로인과 일부 유사한 펩타이드가 검출되었으나, 하나의 샘플을 대상으로 한 유일한 연구에 그쳐있으므로 결과 해석에 유의하는것이 좋다. 조잡한 직조 기구와 뼈 바늘 등도 발굴되어, 지하우의 거주민들은 직물을 만드는 데 요구되는 기초적인 직조 및 재봉 기술을 보유하고 있었을 가능성을 나타낸다. 견직물에 대한 다른 증거물에는 산시성 샤현의 양사오 문화 유적지에서 발견된 것이 있으며, 이 유적지에서 기원전 4,000년에서 3,000년 사이 때로 추정되는 날카로운 칼로 반이 잘린 누에고치가 발견되었다. 그러나 이 누에고치는 과학적으로 분석된 바 없으며, 마찬가지로 유일한 샘플로 양잠기원설을 뒷받침 할 수 있는 증거로 보기 어렵다. 그러나 견직물로 짜인 유물 중에 가장 이른 시기의 온전한 것은 기원전 3,630년에 어린 아이의 몸을 싸고 있던 것이었다. 이 직물은 허난성의 칭타이춘 지역에서 나온 양사오 문화 유적지에서 발굴된 것이다. 견직물에 대한 유사한 흔적이 2019년 허난성 왕거우에 위치한 또 다른 양사오 유적지에서 발견됐다. 이 직물은 골호 안에 위치한 아이의 시신을 감싸는 데 쓰였다. 기원전 2,700년 것으로 추정되는 견직물 조각들이 저장성 후저우시의 첸산양 지역에 있는 량주 문화 유적지에서 발견됐다. 또 다른 조각은 상나라 시대 (기원전 1,600년경–1,046년)의 왕실 무덤에서 나왔다.
이 시대 후반기에, 견직물 제조에 관한 지식이 중국 외부에 있는 한국과 인도로 퍼져나갔고, 일본에 전파된것은 신라계 도래인으로 알려진 하타씨(秦氏)에 의한 것이 일본서기에 기록되어있다. 구약에서 견사에 관한 암시 부분은 성경의 시대 당시 서아시아에서 견직물의 존재가 알려져 있었음을 보여준다. 학자들은 기원전 2세기를 시작으로, 중국에서 서방에 대한 견직물 수출을 중점으로 한 교역망을 구축했다고 여견다. 예시로 알렉산드로스 대왕이 페르시아 제국을 정복했을 당시 페르시아 궁정과 페르시아의 왕 다리우스 3세는 견직물을 사용하고 있었다.
일본을 제외하고, 유라시아 전역으로 견직물이 빠르게 퍼져나갔음에도, 그 제조는 3천년간 중국의 독점적인 것으로 남아있었다. 중국 외부에서 견직물 제조에 관한 가장 초기 예시는 인더스 문명권의 찬후다로 유적지에서 발견된 섬유로, 기원전 2,450년에서 2,000년의 것으로 추정한다.  이 견섬유에 관한 분석에서 조사(繰絲)와 양잠의 존재를 보여주었으며, 기원전 1,500년의 것으로 추정되는 인도의 네바사에서 발견된 섬유보다 그 시기가 앞선다. 다만 네바사 유물은 견섬유로 분석된 바 없다. 인도에서 발견된 견은 중국의 것과는 다른 품종의 야잠견(野蠶繭) 종류일 것으로 보며, 과학적으로 밝혀진 가장 이른 인도산 야잠견의 예시는 기원전~후 1세기경 팔미라 유적에서 발견된 여러 점의 직물 조각이다.
파지리크 매장지에서 발굴된 시베리아 얼음 처녀는 하얀색 펠트 스타킹을 착용하고, 기다란 진홍색 및 하얀색 줄무늬가 있는 양모 치마를 걸친 채 진흙 속에서 발견되었다. 얼음 처녀의 노란색 블라우스는 본래 야생 멧누에나방 견섬유로 제작됐을 것으로 생각됐으나, 해당 섬유의 면밀한 검사 결과 중국에서 만들어진 것이 아닌, 인도로 추정되는 다른 지역의 야잠견으로 만들어진 것으로 밝혀졌다.

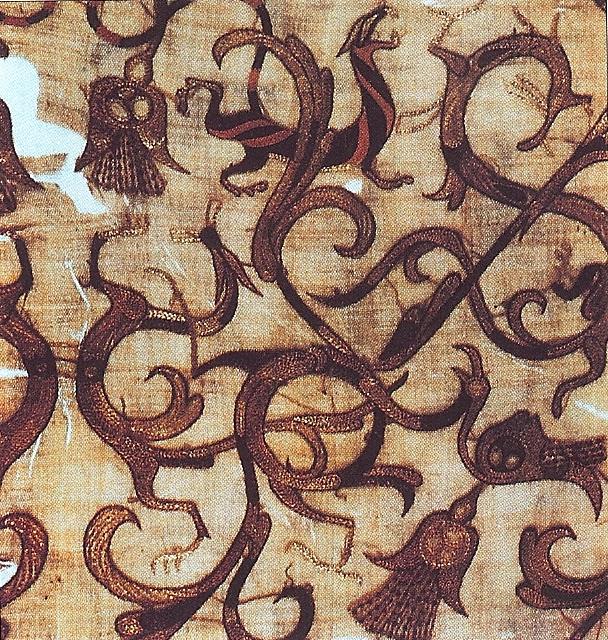
중국 주나라 시대인 기원전 4세기의 견직물로 만든 의례복 모습

### 신화와 전설

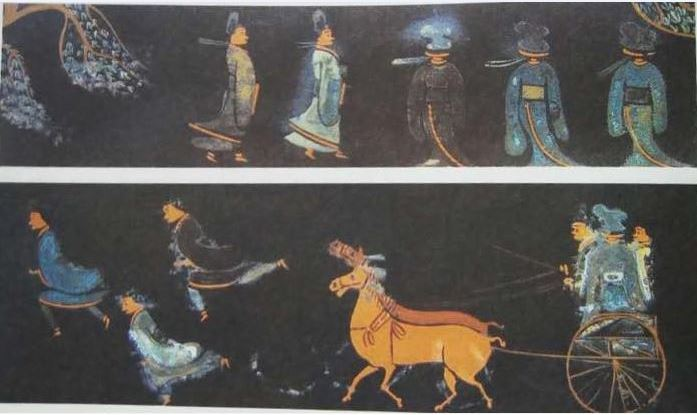
징먼시에 있는 주나라 (기원전 704년-기원전 223년) 시대 무덤 (중국어: 荊門楚墓; 발음: Jīngmén chǔ mù)의 칠기 그림으로, 전통 견포 복장을 하고 말 두 마리가 이끄는 전차를 타고 있는 사내를 묘사한다

견직물 제작의 정확한 기원에 대한 여러 신화들과 전설들이 존재하며, 공자와 중국의 전통에 관련 기록물들은 다음의 이야기를 전한다. 대략 기원전 3,000년경에 누에고치가 황제의 황후인 누조의 찻잔에 떨어졌고, 이걸 꺼내려던 누조는 누에고치의 실을 풀기 시작하였고 고치를 이루고 있던 기다란 섬유 조직을 보게 되었다. 황후는 이것으로 옷을 짜보기로 하였고, 그래서 누에고치 일부를 남겨두기로 하였다. 남편의 충고에 따라 누에의 일생을 관찰한 후, 그녀는 수행원들에게 누에를 기르는 방법인 양잠법을 가르치기 시작하였다고 한다. 이 시기부터 누조는 중국 신화에서 견직물의 신으로 알려지게 되었다.
견직물 제조에 관한 지식은 서기 1세기 초로 추정되는 시기에 호탄의 왕자와 혼인을 약조한 중국의 황녀를 통하여 중국 밖으로 마침내 전해졌다고 한다. 황녀는 자신이 좋아하던 견직물을 두고 떠나는 걸 거부하고, 누에 수출을 금지하는 황실의 금기를 깨기로 결정했다고 한다.
견직물이 대량으로 외국에 수출되기는 했으나, 양잠술은 중국 측에서 조심스럽게 관리하여 비밀에 부쳐졌었다. 이에 따라 다른 문화권에서 견직물의 기원에 대하여 자체적인 문서들과 전설들을 발전시켰다. 고전 고대 시기에, 견직물 옷을 대단히 좋아하던 대부분의 로마인들은 중국인들이 견직물을 나뭇잎에서 얻는다고 믿었다. 이러한 믿음은 대 세네카의 '파이드라'와 베르길리우스의 '게오르기카'에서 확인된다. 대 플리니우스는 분명하게도 견직물이 어디서 생겨나는지에 대해 정확히 기술해냈는데, 그는 누에나방에 대해 언급하며, 저서인 '박물지'에서 "누에들은 거미들처럼 실을 뽑아내는데, 이것이 견직물이라 불리는, 여성들의 사치스러운 의복 재료가 된다."라고 기록하였다.

## 고대 및 중세 중국에서 견직물의 쓰임
중국에서 누에 재배는 원래 여성들에게만 한정되었고, 많은 여성들이 견직물 제조 산업에 종사하였다. 일부는 사치품 발전을 쓸모없는 것으로 보기도 하지만, 견직물은 상류 사회 내 대유행을 불러일으켜 황실의 인원들만 사용할 수 있도록 《예기》의 규정들이 정해지기도 했다.
대략 1천년 시기에, 견직물을 입을 수 있는 권한이 황제와 고위 관리들만으로 정해졌다. 이 당시에 견직물은 견섬유가 갖고 있는, 모든 각도에서 빛을 굴절해내는 각기둥 모양 구조가 만들어내는 빛을 내는 외관 때문에 대단한 부의 상징이었다. 어느 정도가 시간이 흐른 뒤, 견직물 사용은 점차 중국의 다른 계층들에게도 확장되었으나, 이는 주로 초 고위 계층들에게 한정된 것이었다. 견직물은 장식 목적으로 사용되기 시작했고 또한 덜 사치스러운 방식으로도 사용되었는데, 악기, 낚시, 궁시 모두 견직물을 썼다. 하지만 농민들은 청나라 (1644년-1911년) 때까지 견직물을 입을 권한이 없었다.
종이는 고대 중국의 대발명품 중 하나였다. 기원전 3세기를 시작으로, 종이가 다양한 재료로 모든 크기에 따라 제작되었다. 견직물도 예외는 아니었으며, 견직물 제작자들은 기원전 2세기 이래로 종이를 만들고 있었다. 견직물, 대나무, 아마포, 밀, 쌀 짚 등 모두가 종이 제작에 사용되었고, 견직물으로 된 종이는 최초의 고급 종이가 되었다. 고고학자들은 허난성 창사시 마왕퇴 유적지의 168년경에 사망한 한 후작들의 무덤에서 비단 종이에 쓰인 기록물을 발견하였다. 비단 종이가 훨씬 비쌌고, 죽간보다 훨씬 실용적이기도 하였다. 비단에 기록을 남긴 기상학, 의학, 기상학, 종교 등을 포함한 여러 분야의 서적들, 그리고 지도조차도 발견되고 있다.

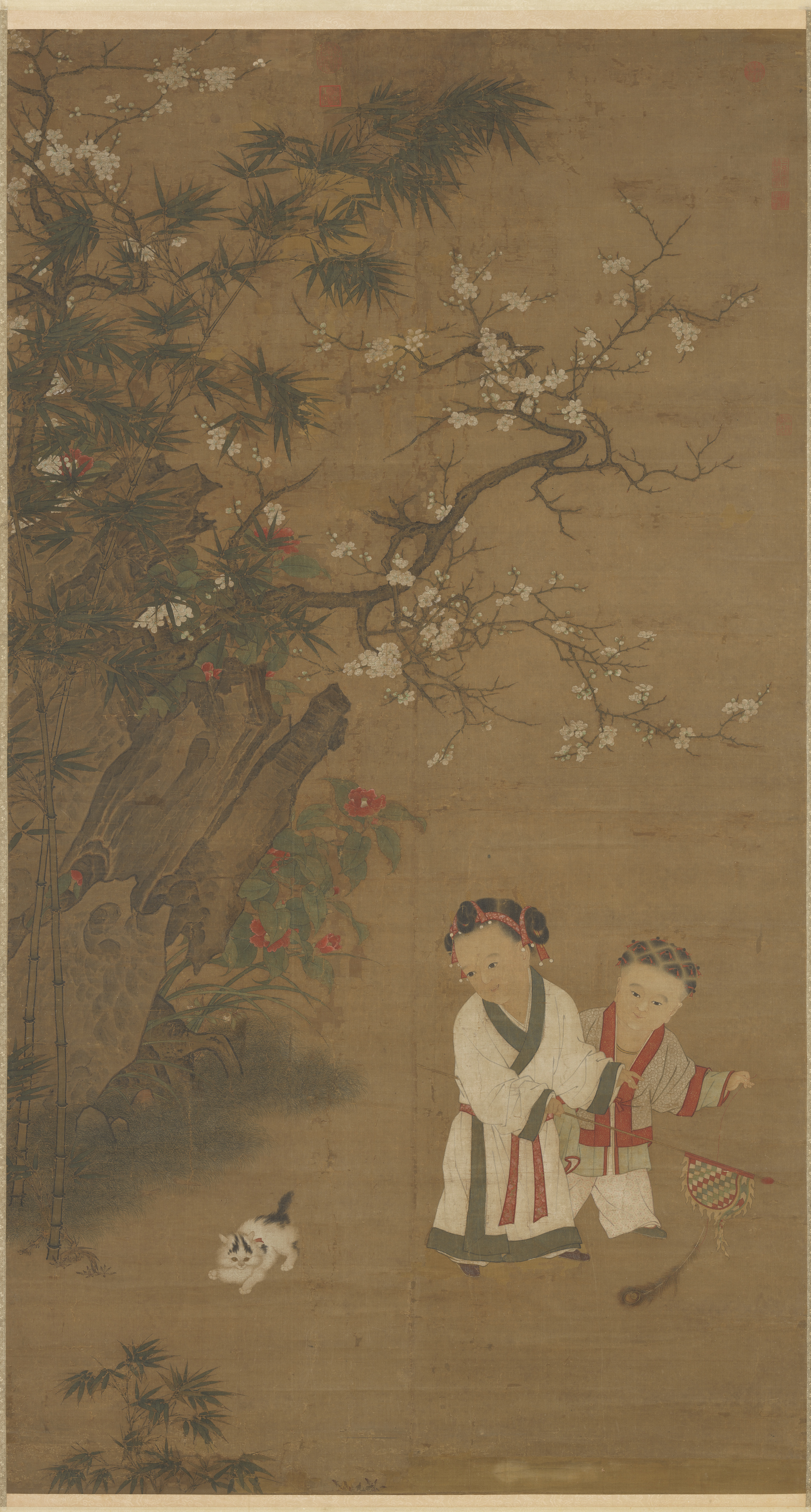
비단옷을 입고 노는 아이들을 그린, 송나라의 소한신 (1130년대-1160년대 활동)의 백화

한나라 시기, 견직물은 점차 그 자체만으로 좀 더 값어치가 있게 됐고, 단순히 재료 그 이상의 역할로 사용되었다. 비단옷 (견포)은 정부 관료들에게 급료로 지불하고 특별한 일을 한 일반 사람들에게 포상을 할 때 사용되었다. 금의 무게에 따라 상품의 가치를 측정하는 것과 같은 방식으로, 비단 옷감은 주화와 마찬가지로 중국의 화폐 단위가 되었다. 여러 이웃 국가들이 양잠업이 중국에 가져다준 부에 대해 시기심을 키워갔고, 기원전 2세기를 시작으로, 흉노족들은 250여년간 정기적으로 한나라 지역을 약탈하였다. 비단은 평화를 대가로 한나라 황제가 흉노족에게 바친 흔한 진상품이었다.
견직물은 서한 시대(기원전 206년-서기 9년)의 '범승지서'와 동한 시대 (서기 25년-220년)의 견직물 제작을 위한 달력에 묘사되어 있다. 한나라 시대의 견직물에 관해 알려진 두 개 외의 다른 것들은 소실된 상황이다.
군사 목적의 급여 대상자 명단은 병사들이 한나라 시대에 화폐로 유통되던 견포를 지불받았음을 전한다. 병사들은 아마 만리장성의 문 앞으로 말과 모피를 팔기 위해 온 유목민들과 이 견직물을 교역했을 수 있다.

1천년 이상, 비단은 중국 황제의 이웃 국가 및 조공국들에 대한 핵심 외교품으로 존재했다. 비단 사용은 몹시나 중요하여 비단을 나타내는 문자(糸)는 곧 한자의 중요한 부수 중 하나가 되었다.
의복 및 장신구의 재료로서, 견직물의 사용은 중국에서 아주 정밀한 법률에 따라 규제를 받았다. 예시로, 당나라와 송나라는 다양한 계급의 관료들을 사회 내 이들의 기능에 따라 나타내기 위해 색체 상징성을 사용하였으며, 특정 색상은 고위 계급들만으로 그 사용이 제한되었다. 명나라 시대에, 견직물은 손수건, 지갑, 허리띠, 심지어는 동물이나 가상의 존재, 그리고 현실의 무언가를 표현한 자수 등 다양한 장신구에 사용되기 시작했다. 이 패션 장신구들은 특정 신분과 결합하게 되어, 전사, 판사, 귀족 들을 특정한 머리 쓰개와 종교적 목적의 머리 쓰개도 존재하였다. 고위층 중국 여성들은 또한 이 체계적으로 정해진 관습을 따랐으며, 견직물을 수없이 많은 장신구와 더불어 자신들의 의복에 사용하였다. 17세기에 쓰인 '금병매'는 이 장식 중 하나를 묘사한다:
이중으로 포개져, 누비진 백개먼 모양을 한 황금색 연꽃이 꽃과 장미들로 있는 환경에서 부리로 쪼고 있는 사나운 거위들과 장식되어 있다. 이 옷의 오른쪽에는 아래 쪽에 벌 또는 국화 형태를 하고 있는 꽃 모양의 테두리로 되어 있다.

중국의 견직물 제조 과정
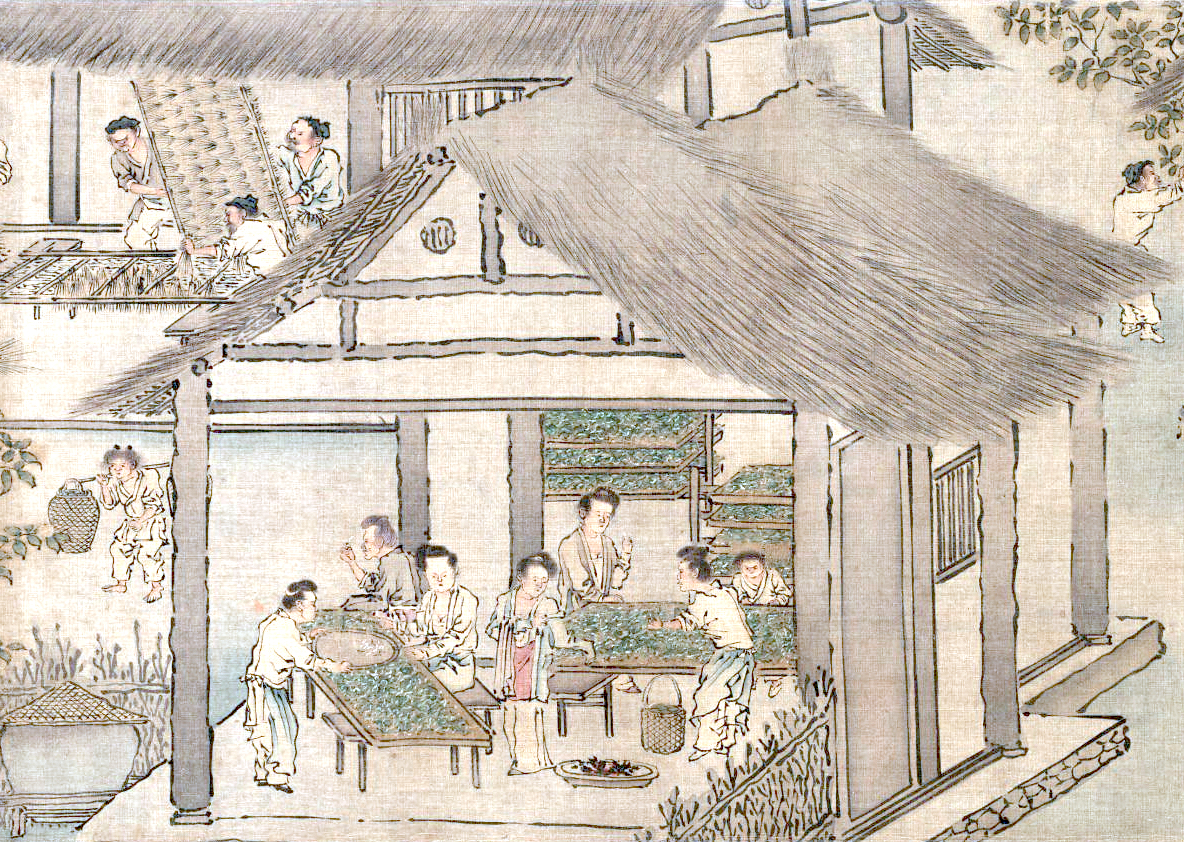
트레이에 놓인 누에와 뽕잎.
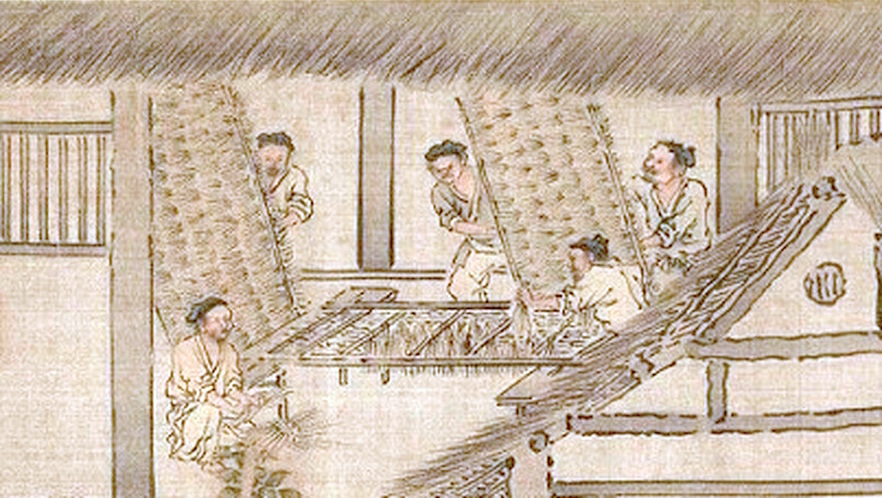
누에들을 위한 설치 중인 누에방.
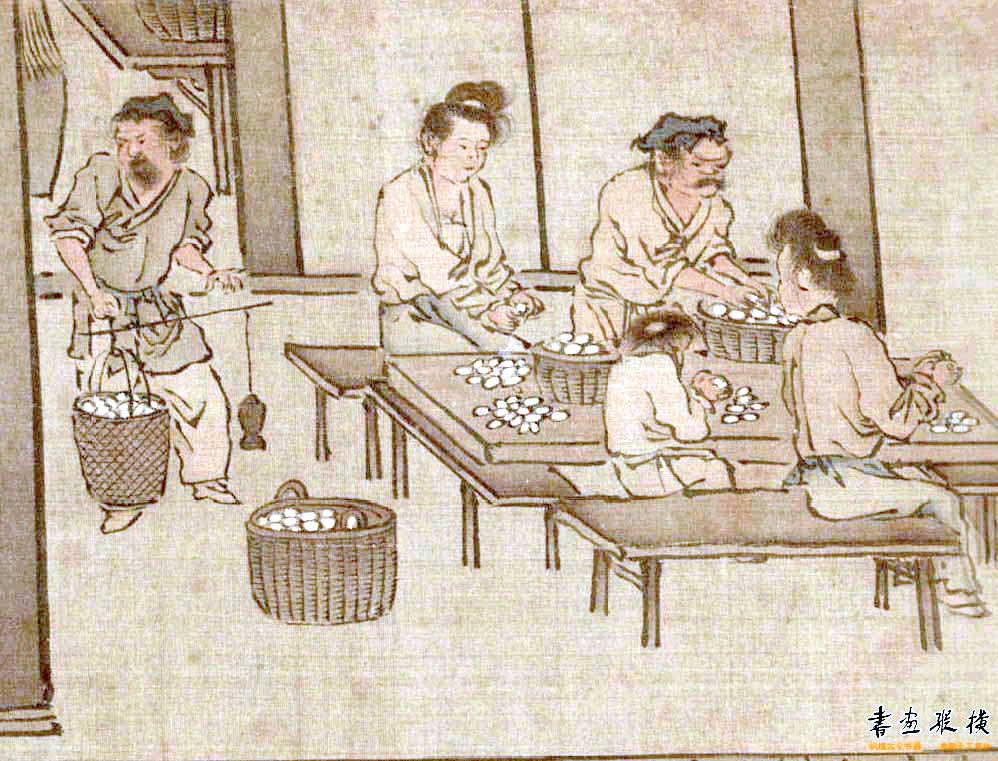
선별 중인 누에고치.
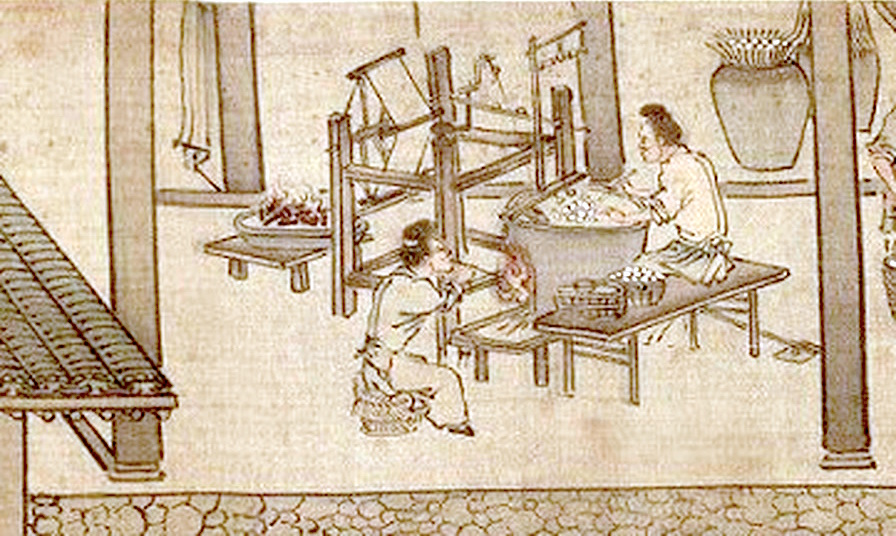
누에고치를 삶고 그 견섬유를 실감개로 감는 모습.
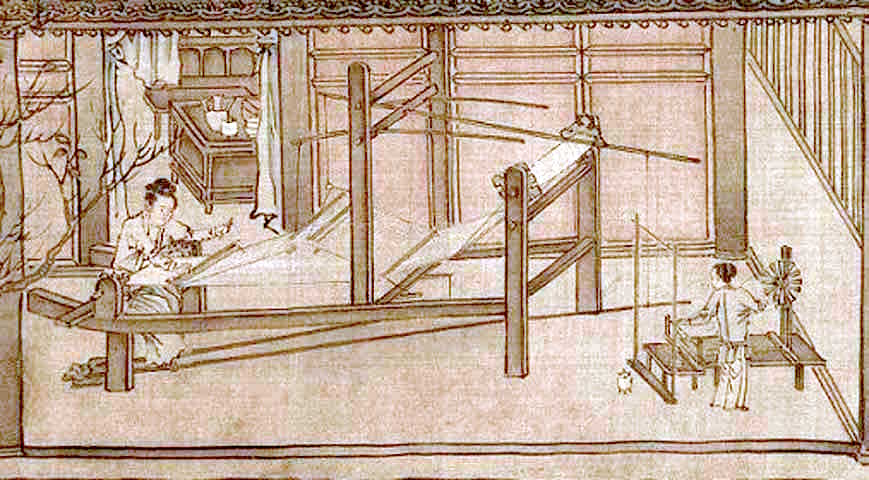
배틀로 짜이고 있는 견직물.

### 중국에서 사용된 누에나방과 제작 기술

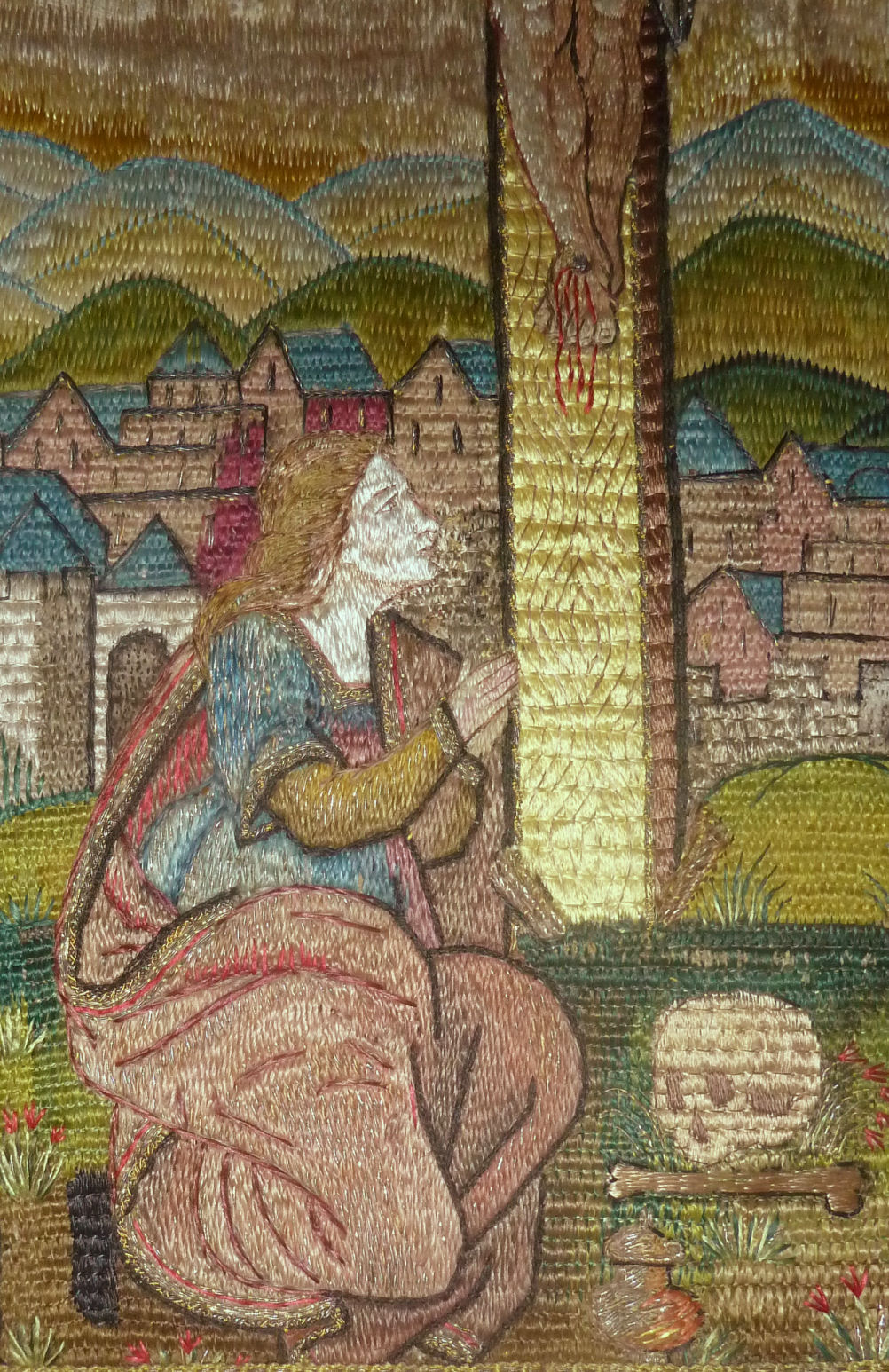
17세기 엔트워프에서 만들어진 견직물로 된 다색 자수

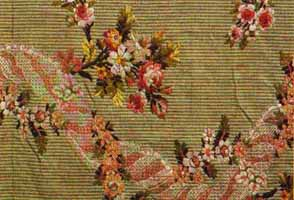
1760년–1770년 리옹에서 만들어진 프랑스제 비단 브로케이드

견직물은 다양한 야생 및 가축 나비목종들을 사용하여 만들어졌다. 야잠견이 여러 국가들에서 제작된 한편, 멧누에나방과, 멧누에나방의 가축화가 이뤄진 누에나방 등, 견직물 생산에 가장 효율적인 품종 가진 중국에서 최초로 대량으로 견직물을 만들어낸 것으로 여겨진다. 중국 측 사료에서는 누에고치의 고치를 푸는 장치가 1090년에 있었다고 주장한다. 고치들은 뜨거운 물이 담긴 냄비에 넣어지고, 견섬유가 얇은 고리를 통해 가마솥을 떠나, 앞 뒤로 움직이며 커다란 보빈에 감기게 된다고 하였다. 허나, 과거 중국에서 사용됐다고 하는 이 회전 기술에 대해 정보가 거의 남아있지 않다. 틀림없이 손으로 작동했을 물레가 기독교 시대가 시작됐을 시기에는 있었던 곳으로 알려져 있다. 물레라고 받아들이는 모습은 1210년에 등장했으며, 수력으로 작동하는 견직물 방적 기계의 모습은 1313년 시기로 추정한다.
베틀에 대해서는 알려진 정보가 좀 더 존재한다. '농상집요'(農桑輯要, 1210년경 집필)는 견직물과 관련한 여러 그림과 묘사들로 가득하다. 이 서적은 반복적으로 중국의 배틀이 다른 나라의 것들보다 훨씬 우월하다 말하고, 작업자들의 손을 자유롭게 하는 두 종류의 배틀에 대해서도 언급하는데 하나는 유라시아에서 기원하는 문직기와 동아시아에서 기원하는 페달 룸이다. 12-13세기에 발명된 이 장치들에 대한 여러 그림들이 존재한다. 면밀하게 분석했을 때, 유라시아의 장치들 사이에는 많은 유사점들이 발견된다. 진나라 이후, 비단 다마스크직의 존재가 기록에 잘 남아있으며, 기원전 2세기를 시작으로, 4중 직기와 그 외의 발명품들은 비단 브로케이드가 등장하게끔 해주었다.

## 비단길과 동서무역 (2세기–8세기)

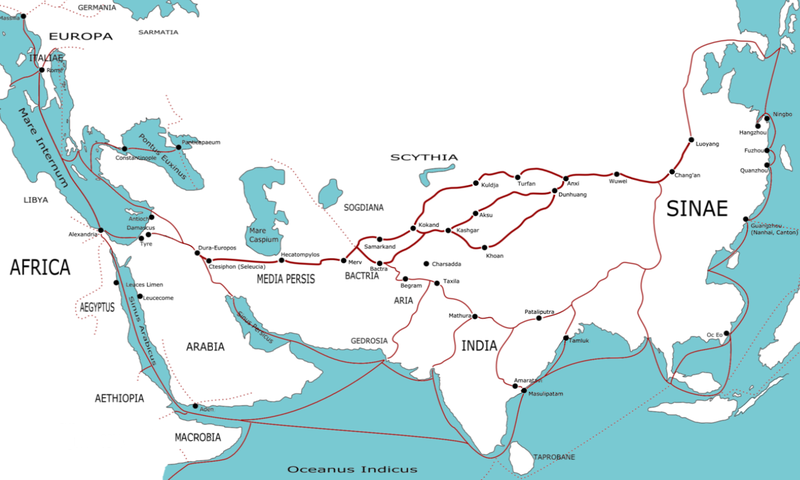
기원전 500년과 서기 500년 사이 주요 비단길

여러 고고학적 발견물들은 견직물이 비단길이 열리기 앞서 외국 국가들에서 인정받았던 사치품이었던 점을 보여준다. 예시로, 견직물이 이집트 왕가의 계곡에 있는, 기원전 1,070년경으로 추정되는 미라의 무덤에서 발견됐다.
그리스인들과 로마인들 모두 과거 중국을 가리킨 세리카에 사는 사람들에게 사용되는 지칭어인 '세레스'(Seres, 비단의 사람들)라는 용어로 불렀다. 몇몇 역사가들에 의하면, 로마인들 중에 견직물을 최초로 접한 것이 시리아 속주 총독 크라수스의 군단이었다고 한다. 유프라테스강 인근에서 벌어진 카레 전투에서, 로마 군단들은 파르티아 측에서 휘날린 군기의 견직물 광택에 놀랐다고 전해진다.
서쪽으로 향하는 비단길은 서기 2세기에 중국을 통해 개방되었다. 주요 경로는 시안에서 출발하여 세계에서 가장 건조한 지대 중 하나인 타클라마칸 사막의 남쪽이나 북쪽을 통과하고, 파미르고원을 가로지른다. 다른 상인들과 견직물을 교환하기 위해 이 경로를 이동하는 캐러밴들은 보통 100에서 500명 규모로 꽤 컸으며, 또한 대략 상품 140 킬로그램 (310 lb)을 운반하는 낙타와 야크도 있었다. 이 경로는 안티오키아와 지중해 해안 지역들로 연결되었고, 대략 시안에서 1년이 걸렸다. 남쪽에서는, 북쪽 경로로 합류하기 앞서 예멘, 버마, 인도에서 거쳐 오는 차선 경로가 있었다.
기원전 30년에 이집트를 정복하고 얼마 안 되어, 극동에서 오는 견포에 대한 로마인들의 욕구로 인해 로마와 아시아 간 정기적 교역이 시작되었으며, 당시에 비단은 당시 파르티아인들이 로마인들에게 되팔고 있었다. 로마 원로원은 도덕적 문제와 더불어 경제적 이유로 견직물 착용을 금지하려 했으나 허사였다. 견직물 수입은 비단옷이 퇴폐와 부도덕의 상징으로 인식될 정도로 대량의 금이 로마에서 유출되게 하였다.
비록 몸을 가리지도 못하고, 체면조차 숨길 수도 없으나, 옷이라 불리는 비단옷이 있다. ... 가련한 아가씨들이 고생을 하여 간통녀들이 그 얇은 옷을 통해 몸이 보여질 수 있었고, 남편들보다 외간 남자들이 그 간통녀의 몸을 더 잘 알 정도이다.— 소 세네카, '연설문' 제1권에서.

중국은 비단, 차, 자기를 교역하였고, 반면 인도는 향신료, 상아, 직물, 보석, 후추를 교역했으며, 로마 제국은 금, 은, 고급 유리 제품, 포도주, 카펫, 장신구를 수출하였다. 실크 로드라는 용어가 지속적인 이동을 암시하나, 아주 소수의 인원들만이 실크 로드를 왕복했으며, 상품들 대부분은 다양한 경로를 통해 여러 수행원들을 통해 운송되었고, 오아시스 도시의 부산거리는 시장에서 교역되었다. 고대 시대 주요 무역상들은 인도인들과 박트리아인 무역상들로, 그 뒤를 서기 5세기에서 8세기 기간을 소그디아 교역상들이 이어받고, 그 다음에는 아랍인들과 페르시아인 무역상들로 이어졌다.
중세 후기에 들어, 실크 로드의 육상을 통한 대륙 횡단 교역로는 해상 교역의 증가에 따라 쇠퇴하였다. 수세기가 흐르고, 수 많은 문명들과 왕조들이 형성되고, 번성하며, 사라졌지만, 유럽과 아시아 대륙을 연결한 교역로는 살아남았고 확장되며 실크 로드로 알려지게 되었다. 비단 길은 중국, 인도, 고대 이집트, 페르시아, 아라비아, 고대 로마 등 문명의 발전에 중요한 요소였다. 비단이 분명히 중국의 중요한 교역품이긴 하였으나, 많은 다른 상품들도 교역이 이뤄졌고, 다양한 기술, 종교, 철학 또한 가래톳페스트 (흑사병) 역시도 비단 교역로를 따라 건너갔다. 교역이 이뤄진 그 외의 상품들에는 비단, 새틴, 대마 그리고 다른 종류의 고급 직물, 사향, 그 외의 향료, 향신료, 의약품, 보석류, 유리류, 심지어는 루바브와 노예 등의 사치품들을 포함한다.

## 양잠업의 전세계 전파 (4세기–16세기)

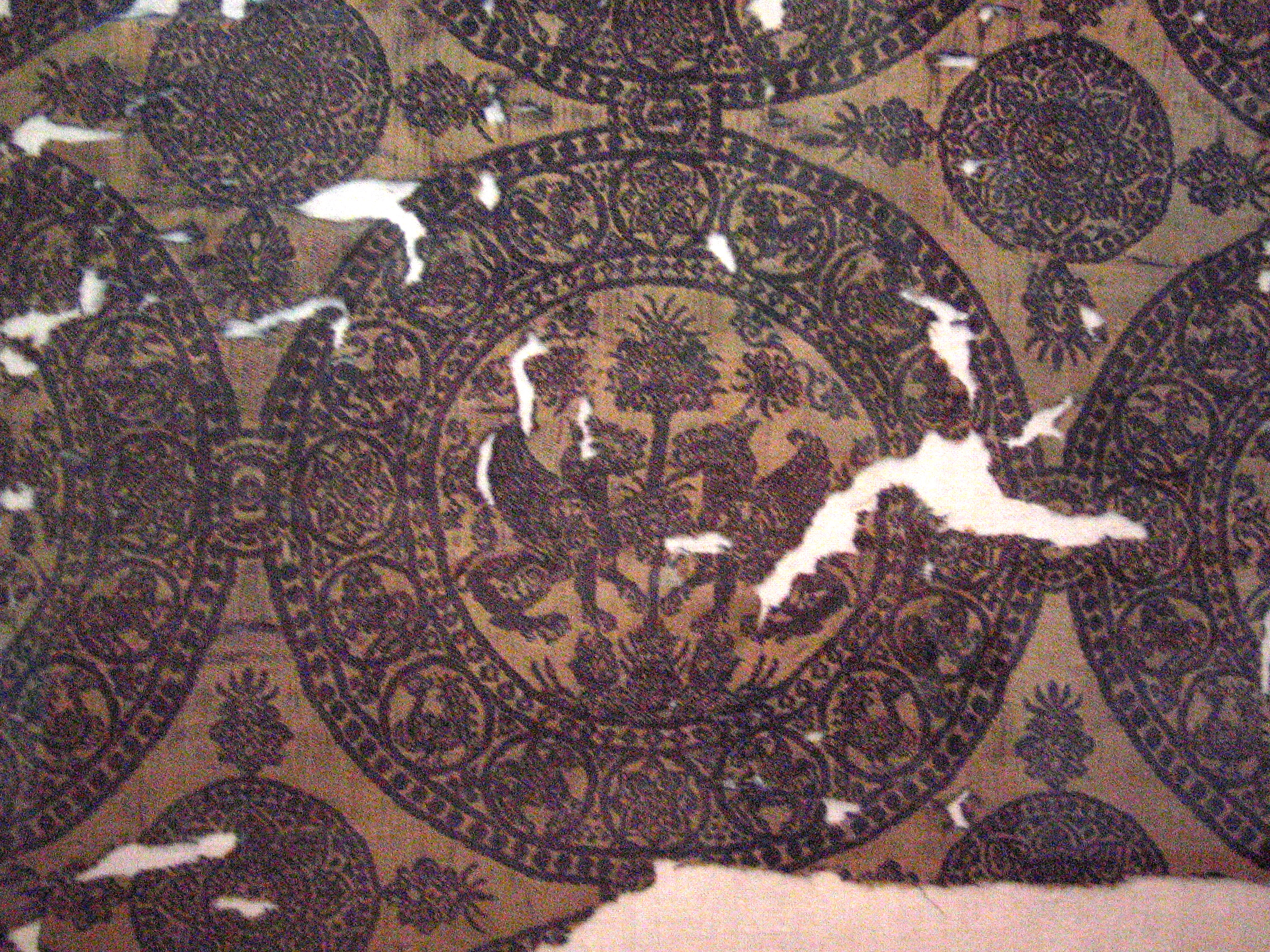
사산조의 영향을 받은, 날개 달린 사자와 생명나무가 새겨진 양면 견포(초기 이슬람 시대 이란에서 제작, 이란 국립박물관 소장).

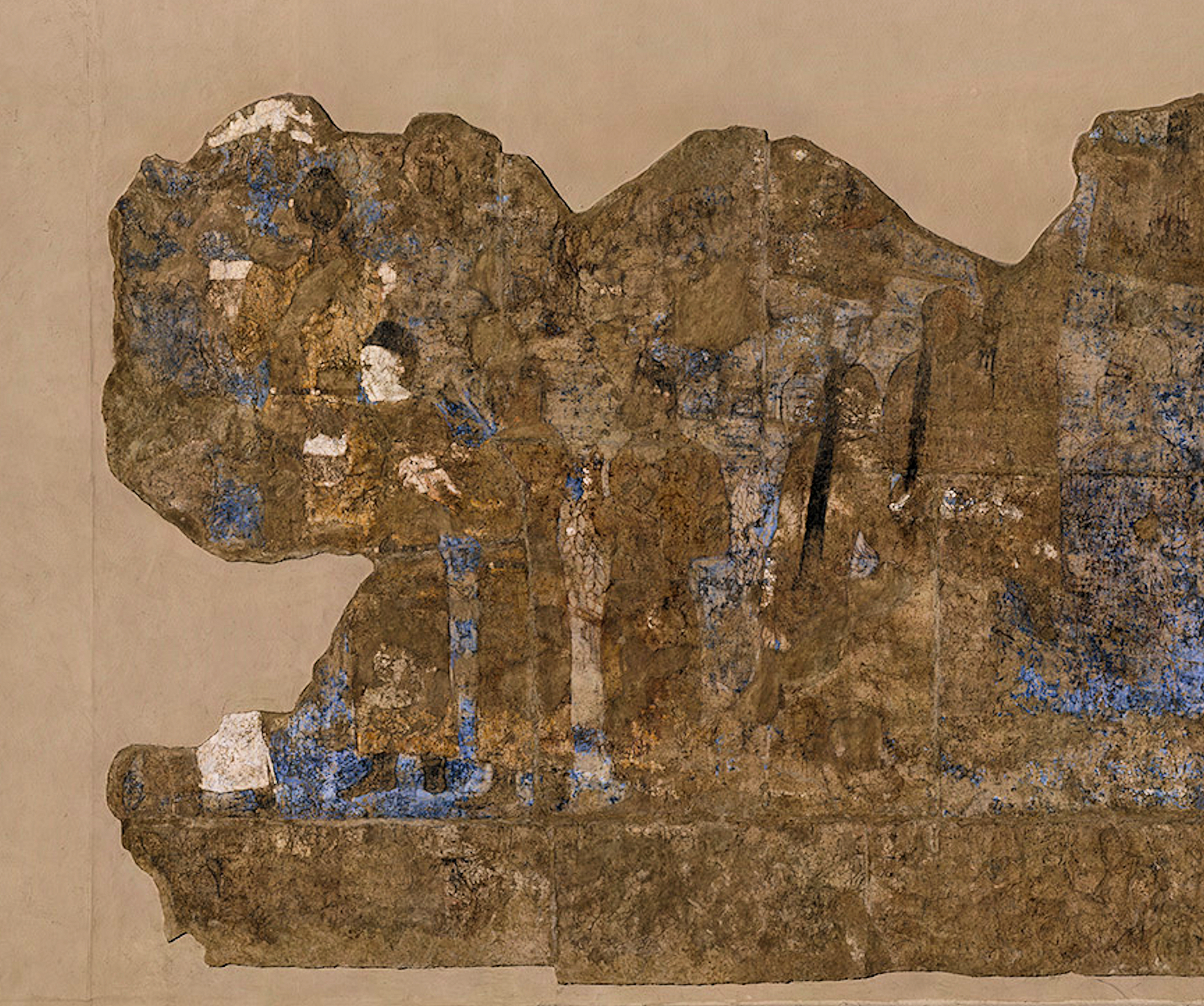
비단과 누에고치를 지닌 중국의 사절단 (7세기작, 소그디아 아프라시압에서 출토).

견직물이 유럽과 아시아 대부분 지역에 잘 알려졌음에도, 중국은 황제의 칙령 및 누에와 누에의 알들을 수출하려는 자들을 사형에 처하게 함으로써 보호를 하며 수 세기 동안 견직물 제작을 거의 독점 상태로 유지할 수 있었다. '일본서기'에 따르면, 일본에서 중국으로 보내진 유학생들 및 일본에 민무늬와 무늬가 들어간 직조 기술을 가르칠 중국인 소녀 넷을 데려와 서기 300년경에 처음으로 양잠이 일본에 도달하였다고 한다. 양잠 기술은 이후로 8세기와 9세기에 잦은 외교 관계를 통해 대대적으로 일본에 도입되었다.
기원전 4세기를 시작으로, 견직물은 이를 금, 상아, 말 또는 보석류와 교환한 상인들을 통해서 헬레니즘 세계에 도달하기 시작하였다. 로마 제국의 국경 지대까지, 비단은 다른 상품들의 가치를 평가하는 화폐 단위가 되었다. 헬레니즘 시대의 그리스에서는 중국 제품들을 높게 평가하였고 지중해 분지에 뽕나무를 심고 누에를 키우려는 노력하는 한편, 사산조 페르시아에서는 유럽과 비잔티움으로 향하는 견직물 무역을 통제하였다. '견직물과 같은' 을 뜻하는 그리스어 '시리코스'(σηρικός)는 스트라본에 따르면 견직물을 처음으로 만들어낸 사람들의 명칭인 '세레스'(Σῆρες)에서 비롯했다고 한다. 이 그리스어에서 라틴어 '세리쿰'('sericum')이 생겼고, 다시 여기서 고대 영어 '실로크'('sioloc')로 발전하였는데, 이 단어는 시간이 흘러 영단어 실크(Silk)가 되었다.

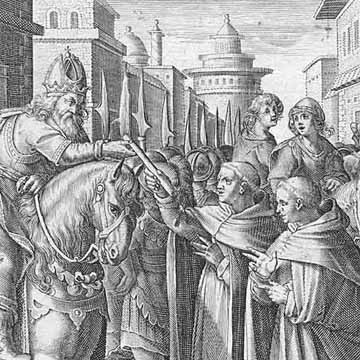
파견된 수도사들이 유스티니아누스에게 누에를 전하고 있다.

프로코피우스가 전한 한 이야기에 따르면, 서기 552년이 되어서야 비잔티움 황제 유스티니아누스가 처음으로 누에 알을 얻었다고 한다. 그는 네스토리우스파 수도사 둘을 중앙아시아로 파견하였는데, 이들은 대나무로 된 막대에 누에의 알을 숨겨 밀수를 해냈다. 수도사들의 관리를 받으며, 이 알들은 도착하기 전에 부화했으나 아직 고치를 이루지는 않았다. 이에 따라 비잔티움 제국의 교회 공방은 동로마 제국 내 대규모 견직물 산업 발전에 대한 관심과, 사산조로부터 들여온 기술을 위용하여 황제를 위한 직물을 만들어 낼 수 있었다. 비잔티움은 견직물 제작에 대한 합법적 독점권을 가졌지만, 지중해의 다른 주요 도시들에서 견직물 수입을 이어나갔다. 비잔티움에서 만든 견직물은 직조와 장식에 들이는 세심한 관심과 견직물 생산에 이용된 이집트에서 들여온 직조 기술 덕에 고품질로 유명하였다. 원시적 형태의 직기에 대한 첫 그림이 5세기에 등장하였다.
방대한 정복 활동으로 아랍인들은 지중해 곳곳으로 양잠술을 퍼트렸고, 북아프리카, 안달루시아, 시칠리아, 그리고 비잔티움의 영토였던 이탈리아 남부의 칼라브리아 등지에서 양잠술 발전을 이끌었다. 앙드레 기유에 의하면, 생사 제작을 위한 뽕나무가 9세기 초에 비잔티움을 통해 이탈리아 남부에 도입되었다고 한다. 1050년경, 칼라브리아 테마는 뽕나무 잎을 얻기 위해 24,000 그루를 재배했고, 생산량도 여전히 늘어나고 있었다. 안달루시아와 루카 및 다른 도시들에서 제작된 모방품과 더불어, 비잔티움과 이슬람의 비슷한 수준의 품질을 지닌 견직물 생산 중심지들 간의 상호 작용은 현재 드물게 남아있는 표본들의 정체와 시기를 파악하기 어렵게 하였다.
칼라브리아 지역의 카탄차로는 9세기와 11세기 사이 이탈리아 내 견직물 생산이 이뤄진 첫 중심지였다. 이어진 세기 동안, 카탄차로의 견직물은 유럽 대부분에 공급되었고 레조칼라브리아 항구의 대형 시장에서 스페인, 베네치아, 제노바, 피렌체, 네덜란드 상인들에게 판매되었다. 카탄차로는 바티칸에서 사용되던 레이스와 리넨을 생산하던 대규모 누에 사육 시설을 갖추며, 유럽의 레이스 중심지가 되었다. 또한 비단, 벨벳, 다사스크, 브로케이드 등을 뛰어난 품질로 제작한 걸로 유명하였다. 뽕나무 재배가 이탈리아 북부로 그 첫 발걸음을 옮기고 있는 동안에, 칼라브리아에서 제작된 견직물은 이탈리아/유럽 전체의 생산량에 50%에 이르며 최고점에 다다랐다. 뽕나무 재배가 북부 및 중부 유럽에서 어려운 관계에 따라, 상인 및 사업가들은 견직물 제작을 위해 칼라브리아에서 원재료를 사들여, 높은 가격에 되팔았다. 제노바의 비단 장인들은 벨벳 제작을 위해 칼라브리아와 시칠리아의 고급 견직물을 사용하고는 했다.
중국은 견직물 생산에 대한 독점을 잃었지만, 당나라 시기에 주요 견직물 공급자로서의 지위를 재확립할 수 있었고, 송나라 시기에는 대규모 단위 생산 산업화를 이뤄낼 수 있었다. 중국은 비단길을 따라 유럽과 근동으로 고품질의 견직물 생산을 계속했으나, 제1차 십자군 전쟁이 시작되고 나서 견직물 생산 기술은 서유럽 너머로 퍼져나가기 시작했다.
1147년에, 비잔티움 황제 마누일 1세 콤니노스가 제2차 십자군에 모든 공을 들이고 있는 동안, 노르만 군주 시칠리아의 루지에로 2세는 비잔티움의 견직물 생산 핵심지였던 코린토스와 테베를 공격했다. 이들은 농작물과 견직물 생산 기반을 탈취하였고, 모든 작업자들을 팔레르모와 칼라브리아로 보냈는데, 이로 인해 노르만 견직물 산업이 번성하게 되었다. 1204년에 제4차 십자군에 의해 일어난 콘스탄티노플 약탈은 도시의 쇠퇴 및 견직물 산업 쇠퇴를 불러왔고, 많은 장인들이 13세기 초에 도시를 떠났다. 이탈리아는 콘스탄티노플에서 2,000명의 숙련된 방직공들이 오며, 대규모의 자체 견직물 생산을 발전시켰다. 또한 많은 방직공들은 아비뇽의 교황들에게 직물을 공급하러 아비뇽에 정착하기도 했다.
11세기와 12세기에 시작된 이탈리아 도시 국가 루카 내 견직물 산업의 갑작스러운 호황은 이탈리아 남부의 도시들에서 온 이주민들과 더불어 다수의 시칠리아인, 유대인, 그리스 정착민들한테서 기인하였다. 오리엔트에 있는 여러 이탈리아 교역소들을 잃으면서, 중국풍 수입품은 급격히 줄어들었다. 고급 직물에 대한 부유하고 강력한 부르주아들의 수요를 만족시키기 위해, 루카, 제노바, 베네치아, 피렌체 등 도시들은 견직물 생산 속도를 높였고, 곧 유럽 전역에 비단을 수출하였으며, 1472년에 피렌체에서만 최소 7,000명의 장인들과 작업소 84곳을 두었다.
1519년, 신성 로마 황제 카를 5세는 견직물 생산의 여러 단계를 규제하고 점검하는 업무를 부여받은 비단 생산 관리소를 카탄차로에 설치하게 하며 16세기 동안 번영을 거듭한 도시의 비단 산업 발전을 공식적으로 확인시켜주었다. 견직물 길드가 세워졌을 때, 도시 자체에서는 카탄차로 견직물 길드에 500 대가 넘는 직기가 있다고 공표하였다. 1660년경, 카탄차로가 대략 인구가 16,000명이었는데, 1,000대의 작기가 있었고 견직물 제작에 최소 5,000명이 종사했다고 한다. 카탄차로의 견직물은 나폴리 왕국의 시장에서만 소비되지 않고, 베네치아와 프랑스, 스페인, 잉글랜드 등지에서도 판매되었다.

## 중세 유럽의 견직물 사용 (5세기-15세기)

### 사치품으로서 중요성

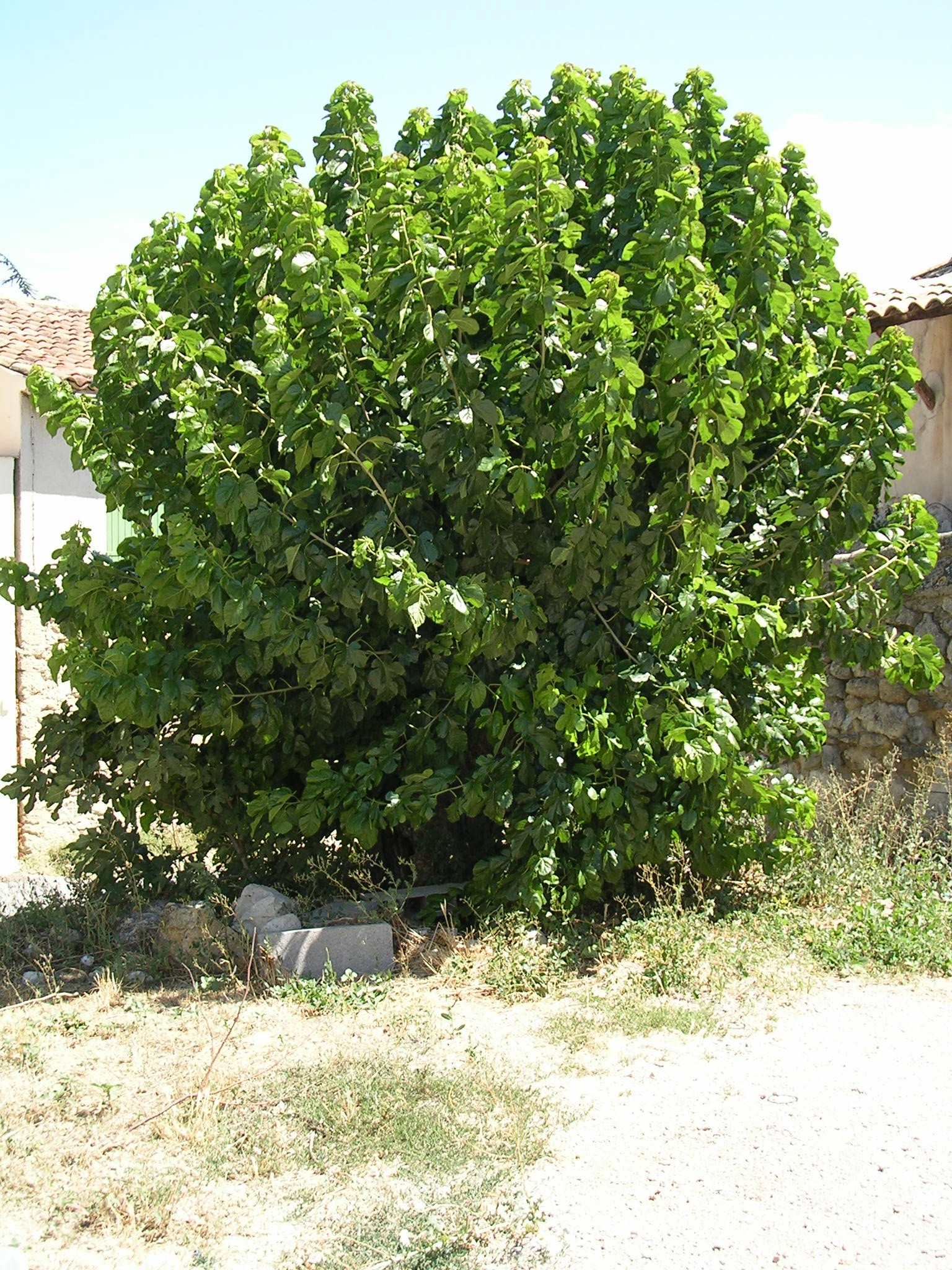
프로방스의 성목이 된 뽕나무.

중세 성기 (서기 1000년–1250년)는 견직물 생산에 있어서 사용된 재료나 도구의 어떠한 변화가 없었던 확립된 기술의 사용이 이어지던 시기였다. 약간의 변화들이 10세기와 12세기 사이에 나타나기 시작하여, 이어진 13세기에는 좀 더 급격한 혁신이 뒤따랐고, 새로운 직물의 발명이라는 결과를 낳았으며 삼과 목화로 만들어진 한층 일상적인 직물이 개발되었다. 견직물은 희귀하고 값비싼 재료로 남았으나, 그리스와 시리아의 비잔티움식 양잠소 (6-8세기), 칼라브리아의 비단 생산 중심지 및 아랍권의 시칠리아와 스페인 (8세기에서 10세기) 등에서 발생한 기술 향상은 이 사치품을 훨씬 대량으로 공급하게 해웠다.

### 향상된 견직물 제조기술
13세기에는 이미 변화가 진행 중이던 견직물 제조 기술에 개선이 있었으며, 18세기 말 잉글랜드의 산업 혁명으로, 견직물 생산의 진보 또한 전반적인 면에서 현대 사회의 기술 발전과 동반하였다고 볼 수 있을 것이다. 13세기가 시작될 무렵에, 도정 견직물의 초기 형태가 사용되고 있었으며 갈런드의 존의 1221년에 출판된 사전과 에티엔 부아로의 1261년에 출판된 Livre des métiers (Tradesman's Handbook)는 더블링 장치로 볼 수 있는 여러 유형의 장비를 묘사하고 있다. 이 장치는 1270년과 1280년 사이 볼로냐에서 한층 개선되었다.
14세기가 시작됐을 시기부터, 여러 기록물들은 복합 직조기를 사용했음을 언급하다. 이 시기 직물 제조 기술에 대한 묘사들은 여러 곳에서 찾아볼 수 있으며 현존하는 유럽 지역의 물레에 대한 가장 초기 묘사된 것은 샤르트르 대성당의 스테인드글라스 패널이며,  alongside 보빈과 정경 장치 역시도 샤르트르에 있는 스테인드글라스에서 등장하고 1300년경의 쾰른에 있는 쿤켈하우스의 프레스코에서도 등장한다. 톱니 형태의 정경 장치가 견직물 산업에서 만들어졌을 가능성이 있는데, 좀 더 긴 경사(warp)를 가능케 하여 옷감의 길이를 전반적으로 좀 더 규일하게 할 수 있었다.
14세기가 끝날 무렵, 흑사병이 유발한 14세기 중엽의 유럽 황폐화로 인해, 저비용 생산 기술로 변화로의 경향이 시작되었다. 이전 시대의 여러 기술들은 이 시기에 들어선 저품질의 생산품 (저품질의 양모, 소면 등을 사용하는등)이 흔하였기에 길드들에 의해 완전히 잊혀졌을 것이다. 견직물 산업에서는, 물레방아 사용이 늘어났다.
15세기 중엽, 드로룸(drawloom) 기술이 루이 14세를 통해 리옹으로 초청을 받은 장 르 칼라브래(Jean le Calabrais)로 알려진 칼라브리아 출신 이탈리아 방직공을 통해 프랑스에 처음으로 도입되었다. 그는 새로운 종류의 장치를 소개했으며, 이 장치는 훨씬 빠르고 정확하게 방적사를 작동시킬 수 있었다. 배틀에 추가적인 개선은 수 세기를 통해 이뤄졌다.

## 프랑스의 견직물 산업

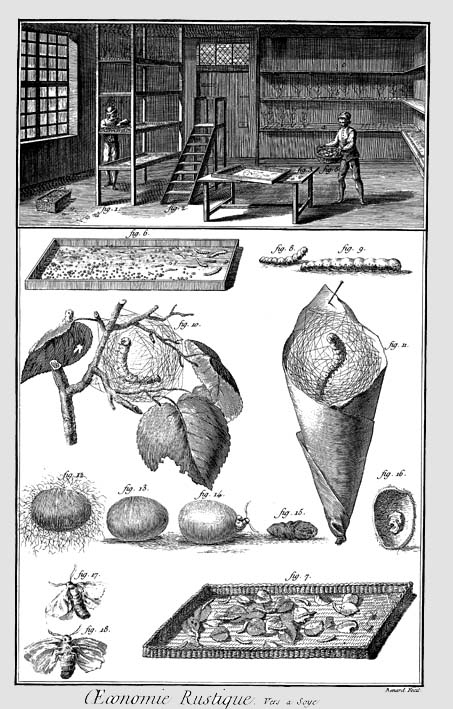
양잠과 비단 생산의 각기 다른 단계를 보여주는, 디드로와 달랑베르의 '백과전서'에서의 삽화.

품질면에서 대단히 높은 평가를 받았음에도, 이탈리아산 견포는 원재료 및 생산 과정의 비용 때문에 대단히 비쌌다. 이탈리아 수공업자들은 가볍고 덜 비싼 것을 지속적으로 원하던 프랑스 패션업계의 요구를 따라주지 않는다는 점을 부여주었다. 의복 목적으로 사용된 견직물은 대신에 프랑스 내에서 생산되기 시작되었다. 그럼에도 이탈리아 견직물은 특히나 장식품 용도와, 사용된 염료의 선명한 특성 때문에 오랜 기간 최고의 견직물로 남아있었다.
베네치아, 피렌체, 루카 (고급 섬유 산업의 중심지) 등 부유한 이탈리아 도시 국가들의 시대의 예시를 따라, 리옹은 프랑스 시장에서 비슷한 역할을 얻었다. 1466년에, 프랑스의 국왕 루이 11세는 리옹에 국내 견직물 산업을 개발하기로 결정하였고, 칼라브리아 출신이 대부분을 이루는, 이탈리아 노동자들을 대거 고용하였다. 카탄차로의 장인들에 대한 명성은 프랑스 전역에 퍼져있었고, 이들은 직조 기술을 가르치기 위해 리옹으로 초청되었다. 프랑스에서 이 시기에 등장한 드로룸(drawloom)은 장 르 칼라브래(Jean Le Calabrais)가 도입한 것이었다.
리옹 사람들의 항의에 직면하여, 루이 11세는 견직물 생산지를 투르로 옮기기로 했으나, 투르의 견직물 산업은 상대적으로 미미한 상태로 있었다. 그의 주요 목표는 프랑스가 연간 400,000 에서 500,000 금화 에퀴를 손실하게 하는, 이탈리아 국가들에 대한 프랑스의 무역 적자를 줄이는 것이었다. 1535년경 프랑수아 1세 시기에 에티엔 튀르케와 바르텔레미 나리스 등 두 상인에게 리옹 내 견직물 산업을 발전시킬 수 있는 권한을 부여한 왕실 칙령이 내려졌다. 1540년, 프랑수아는 리옹에 견직물 생산 독점권을 부여하였다. 16세기를 시작으로, 리옹은 여러 유명한 패션 스타일을 만들어내며 유럽 견직물 산업의 중심지가 되었다. 리옹에서 생산된 견직물은 자신감을 얻었고, 풍경을 강조한 리옹 특유의 스타일을 도입하며 본래 갖고 있던 오리엔트 스타일을 버리기 시작하였다. 수천 명의 작업자들 (카뉘)은 견직물 산업 번성에 헌신하였다. 17세기 중엽, 14,000대가 넘는 직기가 리옹에서 사용되었고, 견직물 산업은 리옹 인구의 3분의 1을 부양하였다.
18세기와 19세기에, 프로방스는 제1차 세계대전까지 지속된 양잠업 호황을 겪었으며, 이곳에서 생산된 견섬유의 상당량이 리옹이 있는 북쪽으로 수송됐다. 뤼브롱에 있는 비앙과 라 바스티드 데 주르당 등 두 코뮌은 현재는 사장된 뽕나무 재배로 수입 대부분을 얻었다. 현재까지도 프랑스의 견직물 중심지들은 운영되고 있다. 가내 수공업 체제에서, 견사 방적과 견사 처리에는 많은 사람들이 종사했고 노동자 계층의 수입을 증가시켰다.

### 다른 국가들의 견직물 산업

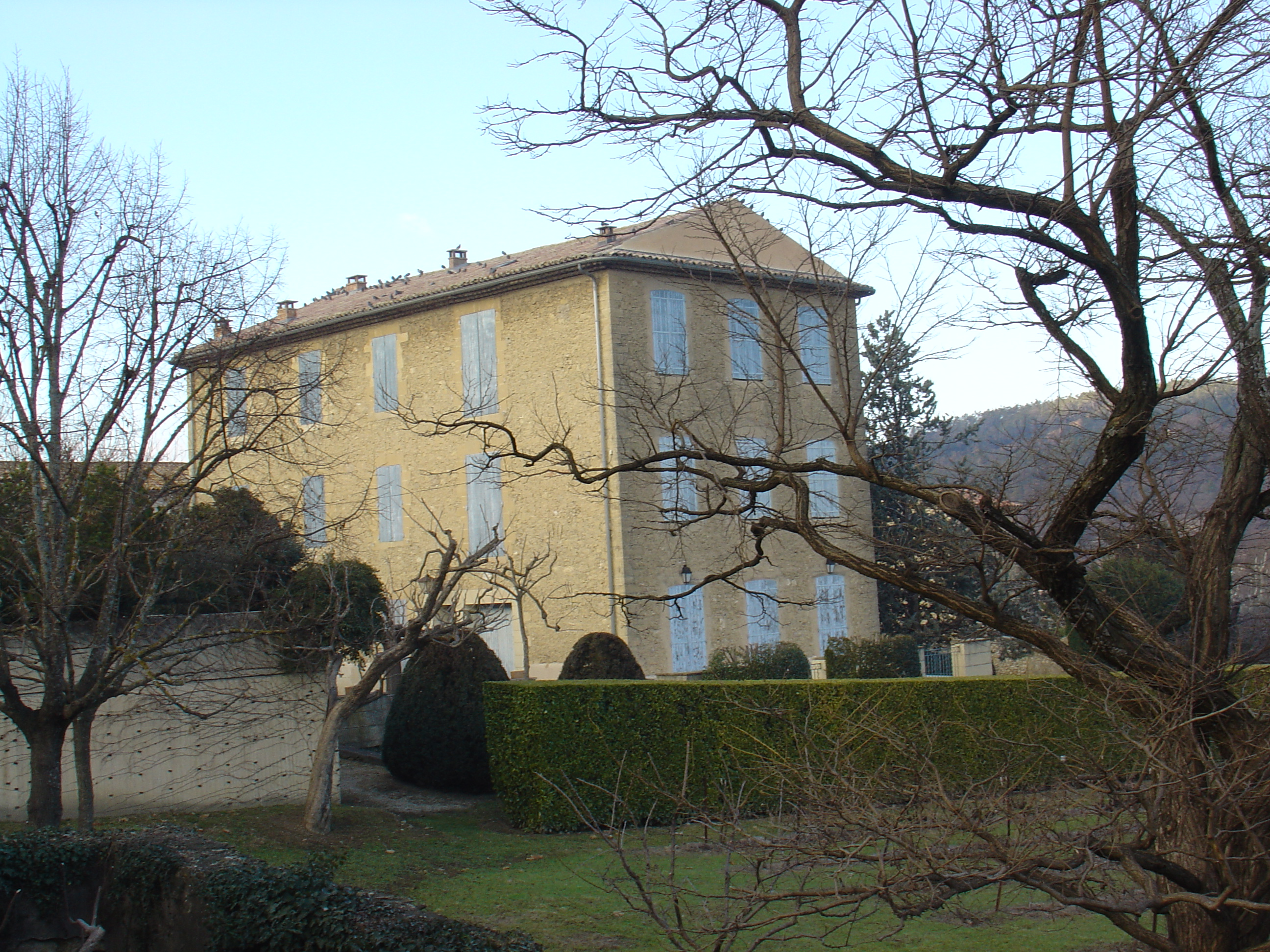
뤼브롱의 옛 견직물 작업소

헨리 4세 (재위: 1367년–1413년) 시기 잉글랜드 역시도 견직물 산업 개발에 주목했으나, 1680년대 낭트 칙령 폐지로 숙련된 방직공 및 양잠 전문가들이 다수였던 프랑스계 위그노 수천 명이 종교적 박해를 피해 잉글랜드로 이주를 할 때까지 견직물 산업을 발전시킬 기회가 없었다. 스피탈필즈 같은 곳을 포함한 일부 지역들에서 여러 고품질의 견직물 작업장이 생겨났고, 이들의 상품들은 사용된 색상 면에서 유럽 대륙의 견직물과 구분되었다. 그럼에도, 영국의 기후는 잉글랜드의 국내 견직물 사업이 세계적인 지배 위치가 되는 것을 방해했다.
여러 사람들이 잉글랜드의 제임스 1세 재위 시기인 1919년을 시작으로, 아메리카 대륙 내 영국 식민지들에서 견직물 산업을 시작하려는 구상을 했다. 하지만 식민지의 견직물 산업은 커다란 규모로 발전하지 못 했다. 마찬가지로 1522년에 코르테스가 들여온 멕시코를 포함하여, 견직물은 여러 다른 지역들에도 도입되었으나, 이 새로운 견직물 산업이 인상적인 규모로 발전된 곳은 거의 없었다.

## 오늘날의 견직물은 (1760년–현재)

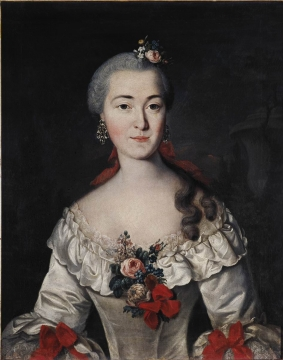
'마리아 이바노브나 타티셰브나'의 초상
다비드 뤼더스 (1759년 작)모스크바 트레티야코프 미술관 소장 견포의 일종인 포드수아로 만든 드레스를 입은 타티셰브나 부인을 나타낸다.

### 산업 혁명
산업 혁명의 시작은 보통은 대영제국의 목화 산업이 이뤄내고 이끈 뛰어난 기술 혁신을 통한 전반적인 직물 산업의 대호황으로 특징지어진다. 산업 혁명 초기, 직물 제조의 각기 다른 단계 간의 기술적 혁신에 차이가 있었고, 이런 점이 상호 보완적 혁신을 부추겼다. 예시로, 방적은 직조보다 훨씬 한층 더 신속하게 발달하였다.
하지만 견직물 산업은 방적의 기술적 혁신에서 어떠한 이득을 보지 못하였는데, 견직물이 짜지는 과정에서 방적을 필요로 하지 않았기 때문이었다. 거기다 은과 금으로 된 문직 제작은 각 색깔마다 그것에 맞게 제작된 북이 필요하였으며 아주 세심하고 정교한 과정이었다. 17세기와 18세기에, 많은 진보들이 이어지며 견직물 제작의 단순화 및 표준화에 대한 발전이 이뤄지기 시작했다. 부숑과 팔콩의 천공 카드 직기가 1775년에 등장하였고, 이후에 자크 드 보캉송이 이를 개선시켰다. 시간이 흘러, 조셉 마리 자카드가 팔콩과 부아송의 설계를 향상시키고, 혁명적인 자카드 문직기를 도입시키며, 일련의 천공 카드들이 정확한 순서에 따라 기계적으로 진행될 수 있게 해주었다. 자카드 문직기의 천공 카드들은 제한적인 프로그래밍 형태를 제공했다는 점에서 현대 컴퓨터의 직접적인 전신이었다. 천공 카드 그 자체도 컴퓨터에 쓰였고 1970년대에 천공 카드가 노후화될 때까지 이들 존재 자체는 아주 흔하였다. 1801년부터, 자수 스타일 디자인은 대단히 기계화가 이뤄졌는데, 자수화된 직물을 모방하는 자카드 문직기의 효과성 때문이었다. 자카드 문직기의 구조는 복잡한 디자인이 대량 생산될 수 있도록 했다.
자카드 문직기는 즉시 문직기가 실업을 초래했다고 하는 노동자들에게 비난을 받았으나, 산업에 필수적인 것이 되었다. 자카드 문직기는 1806년에 공공 재산으로 선포되었고, 자카드는 기계당 연금과 로열티를 받았다. 1834년에, 리옹에만 자카드 문직기가 총 2,885대가 있었다. 1831년의 카뉘 폭동은 산업 혁명 시기의 다수의 대규모 노동자 폭동을 암시하였다. 카뉘들은 리옹을 점령하였다가, 술트 원수가 이끄는 군대에 유혈 진압을 당했다. 첫 번째와 유사했던 2차 폭동이 1834년에 일어났다.

### 유럽의 견직물 산업 쇠퇴
최초로 알려진 누에 질병은 1845년에 모습을 드러내기 시작하여, 유행병으로 발전하였다. 이 중에는 미포자충류의 일종인 '극낭포자충류'가 일으킨 미립자병, 바이러스가 일으킨 농병(膿病), 병 걸린 뽕나무 잎을 먹어 생기는 무름병, 곰팡이의 일종 백강균이 일으킨 백강병 등이 있었다. 유행병은 그 규모가 대규모로 커졌고, 뽕나무를 감염시켜 이를 먹는 누에에도 영향을 미쳤다. 당시 프랑스 농림 장관이었던 화학자 장바티스트 뒤마가 이 유행병을 막는 임무를 맡았다. 양잠업자들의 도움 요청에, 그는 루이 파스퇴르에게 이 유행병 연구를 요청하였고, 이 연구는 1865년에 시작되었다. 오랜 기간, 파스퇴르는 미립자병이 전염병이 아니라 생각했었으나, 1870년에 그는 견해를 바꿨고, 이 유행병을 감소시키는 조치들이 실시되었다.
그럼에도, 누에고치의 가격 인상과 19세기 부르주아지의 의복에 있어 견직물의 중요성 감소는 유럽의 비단 산업 쇠퇴를 야기하였다. 1869년 수에즈 운하 개통과 프랑스 내 견직물 부족은 특히나 중국과 일본에서 오는 아시아산 비단 수입 가격을 낮췄다.
장기 불황 (1873년–1896년)이 시작되며, 리옹의 견직물 생산은 전반적으로 산업화되었으며, 손으로 작동하는 직조기는 빠르게 사라졌다. 19세기에 들어 직물 산업의 진보는 화학 분야의 진보를 통해 야기되었다. 아닐린 합성이 모베인 염료 (아닐린에서 추출한 보라색 염료)를 만드는 데 사용되었고, 퀴닌 합성은 남색 염료를 만드는 데 쓰였다. 1884년에, 일레르 드 샤르도네 백작이 인조 견직물을 의도로 하여 비스코스를 발명하였고, 천연 견직물보다 훨씬 저렴하고 일부 천연 견직물을 대체하기도 한 비스코스 생산 목적의 공장을 1891년에 열었다.

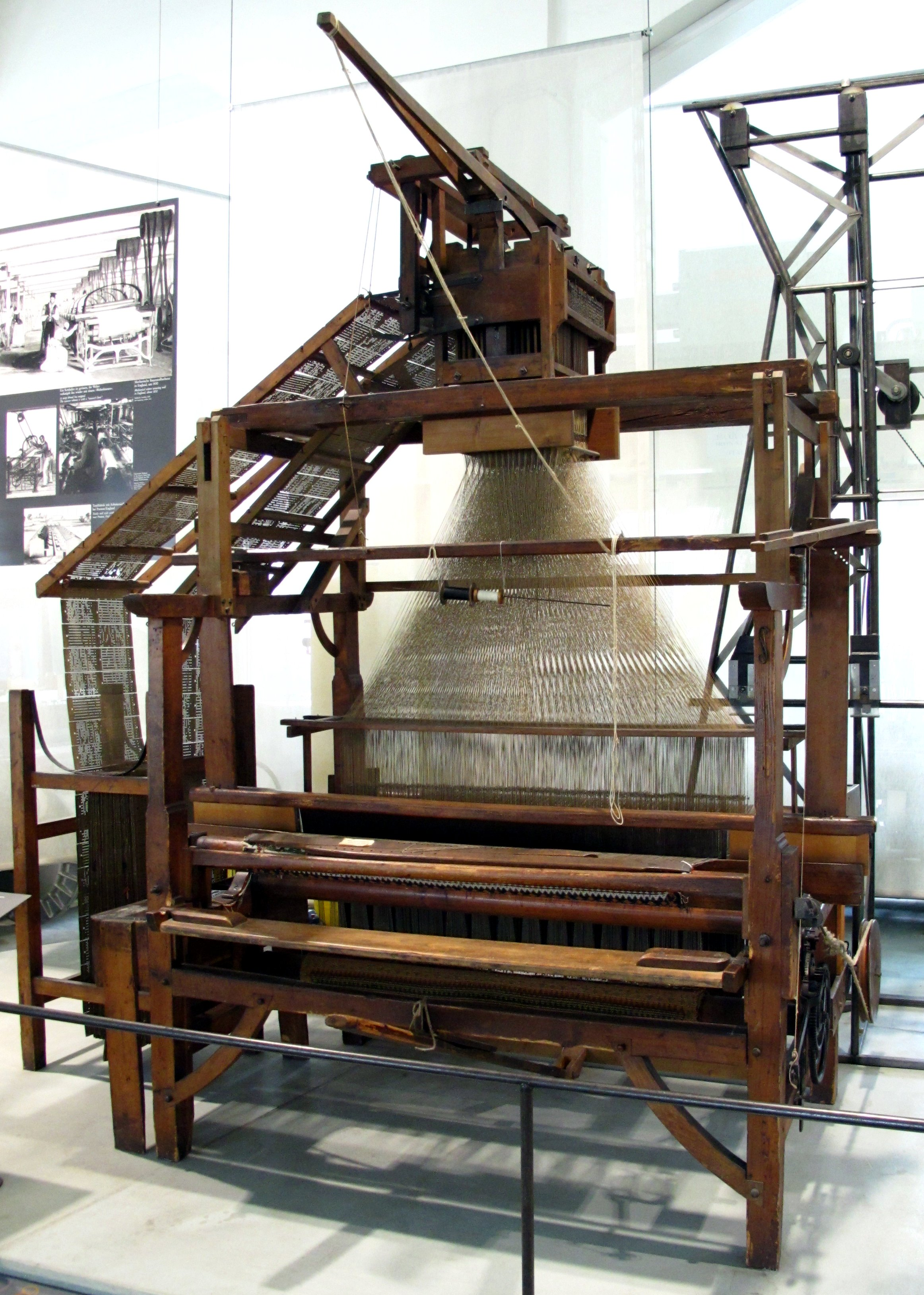
자카드 문직기.
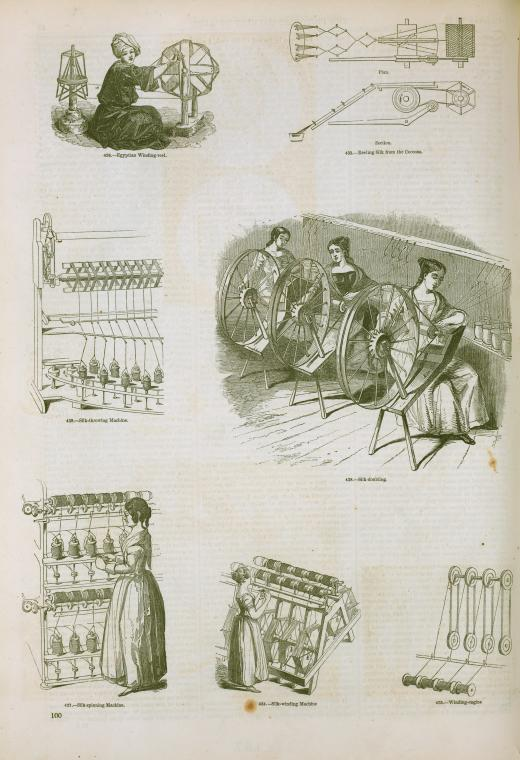
1858년 견직물 생산에 사용된 방적기, 실패기, 합사기, 명주실 꼬는 장치 등에 대한 삽화.
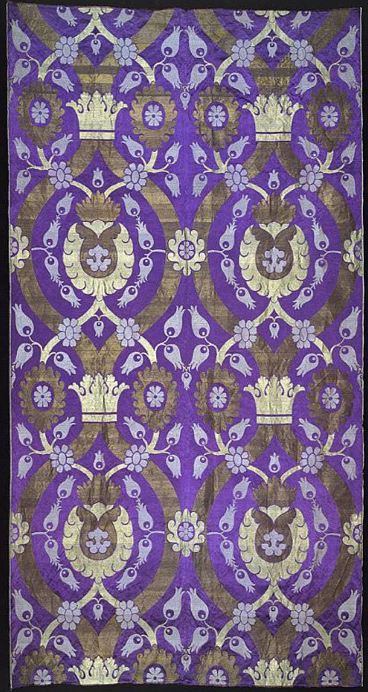
견직물, 면직물, 금박 조각 등을 씌운 면직물 패널 (1887년경 스코틀랜드에서 기계로 제작). 튤립 무늬는 터키 직물에서 영향을 받았다.

## 현대의 견직물

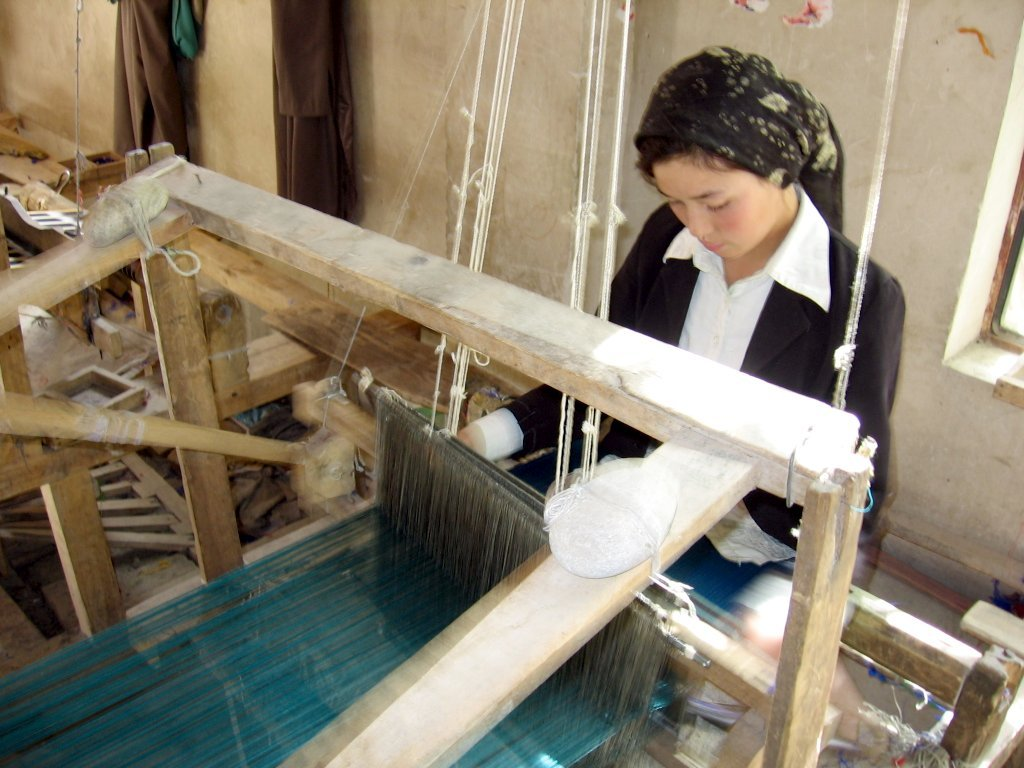
명주실을 짜고 있는 중국 호탄시의 여성.

유럽의 양잠업 위기 사태가 벌어진 뒤, 일본의 양잠업에 대한 현대화는 일본을 세계 최대의 견직물 생산국으로 만들었다. 20세기 초경, 급속한 산업화를 이루던 일본은 전세계 생사의 60%를 제작하였고, 대부분의 수출품을 요코하마항에서 실어 보냈다. 이탈리아는 유럽 양잠업 위기 사태에서 가까스로 빠져나왔으나, 프랑스는 그러지 못하였다. 유럽의 도시화로 많은 프랑스와 이탈리아 양잠업 종사자들이 견직물 업계를 떠나 좀 더 수익성 높은 공장으로 향하는 일이 벌어졌다. 따라서 이 공백을 채우기 위해 생사가 일본에서 수입되었다. 원재료 (누에고치 및 생사)를 과거에 수출하던 아시아 국가들은 점차 완성된 의복들을 수출하기 시작하였다.
제2차 세계대전 기간, 일본에서 오는 견섬유 공급이 중단되었고, 이에 따라 서방 국가들은 대체제를 찾아야만 했다. 나일론 같은 합성 섬유들이 낙하산이나 스타킹 같은 물건 생산에 사용되었고, 견직물을 대체하였다. 종전 이후에도, 견직물은 값비싼 고급 제품으로 그 위치를 유지하기는 했으나, 상실한 시장의 점유율을 회복하지 못하였다. 전후의 일본은, 기술 혁신과 보호무역 시장 정책을 통해 세계 최대 견사 생산국이 되었으며, 이 지위를 1970년대까지 유지하였다. 합성 섬유의 중요성에 대한 지속적인 증가와 보호주의 경제의 완화는 일본의 견직물 산업 쇠퇴의 원인이 되었고, 1975년쯤에 들어서서는 더 이상 견사 수출을 하지 않았다.
최근의 경제 개혁으로, 중국은 세계 최대 견직물 생산국이 되었다. 1996년에 중국은 전세계 생산량 81,000 톤에서 58,000 톤을 생산하였으며, 인도가 이 뒤를 이어 13,000 톤을 생산했다. 일본의 생산은 현재는 미미하며, 겨우 2,500 톤에 불과하다. 1995년과 1997년 사이, 중국의 견직물 생산은 가격을 높이기 위해 40%가 줄어들며, 과거의 견직물 공급 부족을 연상시킨다.
2006년 12월에 유엔 총회는 견직물과 다른 천연 섬유의 인지도를 높이기 위하여 2009년을 천연 섬유의 해로 선포하였다.

## 참고 문헌
주요 자료:
- Bertrand Gille. Histoire des techniques, Gallimard, coll. La Pléiade, 1978 (ISBN 978-2-07-010881-7)(프랑스어)
- The Encyclopédie of Diderot and d'Alembert (프랑스어)
- Catherine Jolivet-Lévy et Jean-Pierre Sodini, "Byzance", in Encyclopædia Universalis, 2006. (프랑스어)
- "La Soie, 4000 ans de luxe et de volupté", Historia, n°648, décembre 2000. (프랑스어)
- Ron Cherry, "Sericulture", Entomological Society of America CED1: History of Sericulture
- Cook, Robert. Handbook of Textile Fibres Vol. 1: Natural Fibres. Cambridge: Woodhead, 1999.
- "Silk", Encyclopædia Britannica
- "Soie", Encyclopédie Encarta (프랑스어)
- Hill, John E. (2009) Through the Jade Gate to Rome: A Study of the Silk Routes during the Later Han Dynasty, 1st to 2nd Centuries CE. John E. Hill. BookSurge, Charleston, South Carolina. ISBN 978-1-4392-2134-1.
- Anne Kraatz, Marie Risselin-Steenebrugen, Michèle Pirazzoli-t'Serstevens et Madeleine Paul-David, "Tissus d'art", in Encyclopædia Universalis, 2006. (프랑스어)
- Liu, Xinru (2010). The Silk Road in World History. Oxford University Press. ISBN 978-0-19-516174-8; ISBN 978-0-19-533810-2 (pbk).
- Sakellariou, Eleni, Southern Italy in the Late Middle Ages: Demographic, Institutional and Economic Change in the Kingdom of Naples, c.1440-c.1530, Brill, 2012. ISBN 978-900-422-4063
- Toshiharu Furusawa, "The history of Sericulture in Japan – The old and innovative technique for Industry-", Center for Bioresource Field Science, Kyoto Institute of Technology (pdf)
- "Métiers agricoles - Magnaniers", Institut supérieur de l'agroalimentaire Métiers agricoles
- Ronan, Colin. The Shorter Science and Civilization in China. Cambridge: Cambridge University, 1994. (프랑스어)
- Thirsk, Joan (1997) Alternative Agriculture: A History from the Black Death to the Present Day. Oxford: Oxford University, 1997.
- Fabio Bertini, "Il Settecento capitalista. Setaioli commercianti banchieri e nobili fra la Firenze delle accomandite e l'Europa", Cagliari-Milano

## 추가 참고 자료
- Watt, James C.Y.; Wardwell, Anne E. (1997). 《When silk was gold: Central Asian and Chinese textiles》. New York: The Metropolitan Museum of Art. ISBN 978-0870998256.\